# 嚴磊輝
嚴磊輝（英語：Gerry Yim Liu Fai），是香港國際貨櫃碼頭（簡稱：HIT）的董事總經理，曾任希慎興業的行政總裁，曾經專責美洲、中東及非洲等物流業，曾任投資銀行要職，富管理、財務及企業融資經驗。他早年居住於北角邨，1965年畢業於麗光幼稚園，後就讀慈幼學校，繼而在1976年畢業於慈幼英文學校。

## 學歷
- 英國列斯大學經濟學學士學位
- 英格蘭及威爾斯特許會計師公會（英语：Institute of Chartered Accountants in England and Wales）及香港會計師公會會員

## 事件
- 2013年葵青貨櫃碼頭工潮主要人物之一[3][4]

## 外部參考
1. ↑  嚴磊輝
2. ↑  . 華僑日報. 1965-07-28: 14  [2023-03-03].
3. ↑  .   [2013-05-07]. （原始内容存档于2016-03-04）.
4. ↑  .   [2013-05-07]. （原始内容存档于2013-04-06）.